# John Marshall (ottico)
John Marshall (1663 – 1712) è stato un ottico inglese.
Nato a Londra, fu, con John Yarwell, il più importante costruttore inglese di microscopi tra la fine del Seicento e l'inizio del Settecento. Nella sua bottega vendeva telescopi e microscopi, mentre i suoi cataloghi reclamizzavano anche altri strumenti come specchi ustori, lanterne magiche e occhiali.